# Usina Hidrelétrica de Fundão
A U.H. de Fundão é uma usina hidrelétrica (U.H.) brasileira instalada no rio Jordão, no estado do Paraná.
Foi construída entre 2001 e 2005 e tem capacidade de gerar 118 MW.
A barragem principal é do tipo Gravidade CCR, tem volume de 200 mil m3 e altura máxima de 42,5 m.

## Dados técnicos
Captação e reservatório
- Área de captação.............................. 4.090 km²
- Vazão média anual............................. 104,4 m³/s
- Área do Reservatório – NA Normal...... 2,15 km²
- Volume do reservatório – NA Normal.. 34,49 x 106 m³

Vertedouro
- Tipo................................................. Soleira Livre
- Capacidade de descarga................... 7.227 m³/s

Desvio do rio para construção
- Tipo.................................................. túnel
- Número de unidades.......................... 1
- Cliente:  Centrais Elétricas do Rio Jordão

Casa de força
- Número de unidades geradoras.............. 2
- Tipo de turbina............................... Francis
- Potencia instalada............... 2 x 66,76 MVA
- Fabricante geradores.......................IMPSA
- Tensão nominal geradores...............13,8kV
- Corrente nominal..............................2793A
- Tensão excitação.............................149Vcc
- Corrente nominal excitação...............1176A
- Massa maior peça ...........................117ton
- Trafo elevador.............................2 x 67MVA
- Fabricante.......................................Toshiba
- Tensão nominal.........................13,8/138 kV
- Massa.................................................78ton
- Tipo de ligação....................................YNd1